# ایو مایلز
ایو مایلز، متولد ۲۶ ژوئیه ۱۹۷۸ در ایسترادگینلایس، یک هنرپیشه گالوا است. او برای بازی در نقش گوئن کوپر در سریال مشعل شهرت دارد.

## فیلم‌شناسی
- 1999: Hang the DJ (سریال، ۱ قسمت): تریسی
- 2000: مهره و پیچ و مهره (سریال، ۱ قسمت): کریس ویلیامز
- 2001: امتیاز (فیلم): پائولا
- 2001: داستان‌هایی از ساحل لذت (سریال، ۱ قسمت): آنجی
- 2003: EastEnders: Dot's Story (فیلم): گوئن جوان
- 2005: کولدیتز (فیلم): جیل
- 2005: دکتر هو (فصل ۱، قسمت 3: مرگ‌های ناراضی): گوئینت
- 2006 - 2011: مشعل: گوئن کوپر
- 2008: La Petite Dorrit: مگی
- 2008: مرلین (فصل ۱، قسمت ۱): هلن خانم
- 2008: دکتر هو (فصل ۴، قسمت 12: La Terre volée و 13: پایان سفر): گوئن کوپر
- 2009: فریم d'Andy De Emmony: انقراد استانارد
- 2013: فرانکی: فرانکی مدوکس (۶ قسمت)
- ۲۰۱۴: کلیسای بزرگ: کلر (فصل ۲)
- 2016: ویکتوریا (تلویزیون): خانم جنکینز
- 2017: شام خون‌آشام‌ها (Eat Locals) نوشته جیسون فلمینگ: ونسا